# Freddie Roth
Freddie Karl Wilhelm Roth, född 21 juni 1970 i Angereds församling i Göteborg, är en tidigare svensk fotbollsspelare, som var fotbollsmålvakt i Örgryte IS (1982–1989, 1993–2000) med smeknamnet Rothen.

## Biografi
Freddie Roth växte upp i Johanneberg och började sin fotbollskarriär i Mossens BK 1977. Vid 11 års ålder tog en kamrat från Mossens BK med honom till Valhalla grusplaner för att träna med ett nybildat pojkar 70-lag i Örgryte IS. Han var målvakt för Örgryte IS mellan åren 1982 och 1989, då klubbens ungdomsansvarige Conny Carlsson meddelade att Roth inte längre skulle spela för laget. 
Roth blev därefter utlånad till Mölnlycke IF i division 3, där han spelade i tre säsonger. Han  återvände till Örgryte IS 1993, samtidigt som Bengt Andersson.
Roth debuterade i Allsvenskan 1996. Detta i en bortamatch på Sandåkerns IP mot Umeå IK. Örgryte IS vann matchen med 2-1. Han spelade som ordinarie spelare under Allsvenskan 1997 där de placerade sig på 5:e plats. Roth var även ordinarie spelare i  Allsvenskan 1998 där de slutade på 12:e plats, med kvalspel mot Umeå IK. Under Allsvenskan 1999 deltog Roth i hälften av matcherna och bidrog starkt till att Örgryte IS nådde en fjärdeplats i tabellen.
Roth spelade i finalen av svenska cupen i fotboll 1997/1998 där Helsingborgs IF vann efter straffläggning. Två år senare, i svenska cupen i fotboll 1999/2000, fick han och hans lag Örgryte IS guld, när de besegrade AIK i finalen med 2-1.
Freddie Roth deltog i totalt 76 allsvenska matcher och hade hundratals framträdanden i Örgryte IS ungdomslag mellan 1982 och 1989.
Sedan 2000 har Roth verkat som målvaktstränare på olika nivåer för klubbar som Halmstad BK, IFK Malmö, Malmö FF och  Örgryte IS.
Idag är Roth licensierad mental tränare och certifierad NLP Master Practitioner. Han har specialiserat sig på mentala coachingprogram för elitidrottare.